# Power Liquids
Power Liquids – czwarta płyta grupy Aural Planet współtworzona z Bjørnem Lynnem (Divinorum), który również wyprodukował i wydał album.  Dodatkowo na stronie wydawcy dostępne były 3 utwory, które nie znalazły się na płycie.

## Lista utworów
1. "Call to ancestors" (Divinorum)
2. "The extract" (Divinorum)
3. "Luv's frequency spectrum" (Aural Planet)
4. "The next step" (Divinorum)
5. "Call to ancestors - warp4 mix" (Aural Planet)
6. "Trailblazer" (Divinorum)
7. "Mile high club - adrianer mix" (Arid Anderesen ps. Adrianer)
8. "Are you human?" (Aural Planet)
9. "Liquid incense" (Aural Planet)
10. "Exposure" (Aural Planet)